# Джеррі Браун
Едмунд Джеральд «Джеррі» Браун-молодший (англ. Edmund Gerald «Jerry» Brown, Jr.; нар. 7 квітня 1938) — губернатор штату Каліфорнія у 1975–1983 і 2011–2019 роках. Генеральний прокурор штату Каліфорнія у 2007–2010 роках.
Довга політична кар'єра Брауна включає наступні громадські та державні пости: член Ради піклувальників Лос-Анджелеського міського коледжу (1969–1971), Секретар штату Каліфорнія (1971–1975), губернатор штату Каліфорнія (1975–1983), голова каліфорнійського відділення Демократичної партії (1989–1991), мер міста Окленд (1998–2006), генеральний прокурор штату Каліфорнія (2007–2010).
Джеррі Браун програв у боротьбі за номінацію в Президенти США від Демократичної партії у 1976, 1980 і 1992 роках і зазнав невдачі як кандидат від Демократичної партії на сенатських виборах 1982 року.
Закон, що обмежує термін на посаді губернатора Каліфорнії, ухвалений 1990, не обмежував можливість Джеррі Брауна бути обраним губернатором ще двічі. Він також зможе балотуватися ще на один термін. Будучи кандидатом від Демократичної партії, він виграв губернаторські вибори 2010, де його суперником була кандидат від Республіканської партії Меґ Вітмен. Пост генерального прокурора після відходу Брауна зайняла Камала Гаріс.